# John Thomas Haig
John Thomas Haig PC (* 15. Dezember 1877 in Colborne, Ontario; † 23. Oktober 1962) war ein kanadischer Rechtsanwalt und Politiker der Progressiv-konservativen Partei Kanadas, der 26 Jahre lang Mitglied des Senats sowie mehrmals Minister war.

## Leben

### Rechtsanwalt und Mitglied der Legislativversammlung von Manitoba
Haig absolvierte nach dem Besuch der Alexander Public School ein Studium der Rechtswissenschaften an der University of Manitoba und war nach der anwaltlichen Zulassung als Rechtsanwalt 1904 in der Anwaltskanzlei Campbell, Pitblado, Haig, Montague & Drummond Hay tätig.
Seine politische Laufbahn begann Haig in der Provinz Manitoba als Mitglied sowie später als Vorsitzender der Schulbehörde von Winnipeg.
Als Kandidat der Konservativen Partei wurde er am 10. Juli 1914 erstmals zum Mitglied der Legislativversammlung von Manitoba gewählt wurde und in dieser zunächst den Wahlkreis Assiniboia vertrat. Bei den Wahlen vom 6. August 1935 erlitt er eine Wahlniederlage und schied aus.
Bei den Wahlen vom 29. Juni 1920 wurde er im Wahlkreis Winnipeg wiederum zum Mitglied der Legislativversammlung gewählt und gehörte dieser nunmehr bis zu seinem Mandatsverzicht am 13. August 1935 an.
Während seiner Mitgliedschaft in der Legislativversammlung war er zwischen 1921 und 1922 Führer der Opposition. Haig, der 1927 Kronanwalt (King’s Counsel) wurde, war zeitweise Vizepräsident der Equitable Trust Company.

### Senator und Minister
Auf Vorschlag von Premierminister Richard Bedford Bennett wurde Haig für die Konservative Partei am 14. August 1935 zum Mitglied des Senats für Manitoba ernannt und vertrat in diesem bis zu seinem Rücktritt am 17. Januar 1962 den Senatsbezirk Winnipeg.
Haig übernahm am 12. September 1945 die Funktion als Führer der Opposition im Senat und übte dieses Amt bis zum 1. Januar 1957 aus.
Am 9. Oktober 1957 wurde er von Premierminister John Diefenbaker zum Minister ohne Geschäftsbereich in das 18. kanadische Kabinett berufen und bekleidete dieses Amt bis zum 11. Mai 1958. In dieser Funktion war er zugleich Führer der Regierungsmehrheit im Senat.
Sein Sohn war James Campbell Haig (1909–1980), der zwischen 1962 und 1977 die Provinz Manitoba ebenfalls als Mitglied im Senat vertrat und zwischen 1969 und 1977 Vorsitzender des Ständigen Senatsausschusses für Transport und Kommunikation war.